# Maison de l'empereur durant la campagne de Russie
Pour un article plus général, voir Maison de l'Empereur.
 (mars 2025).

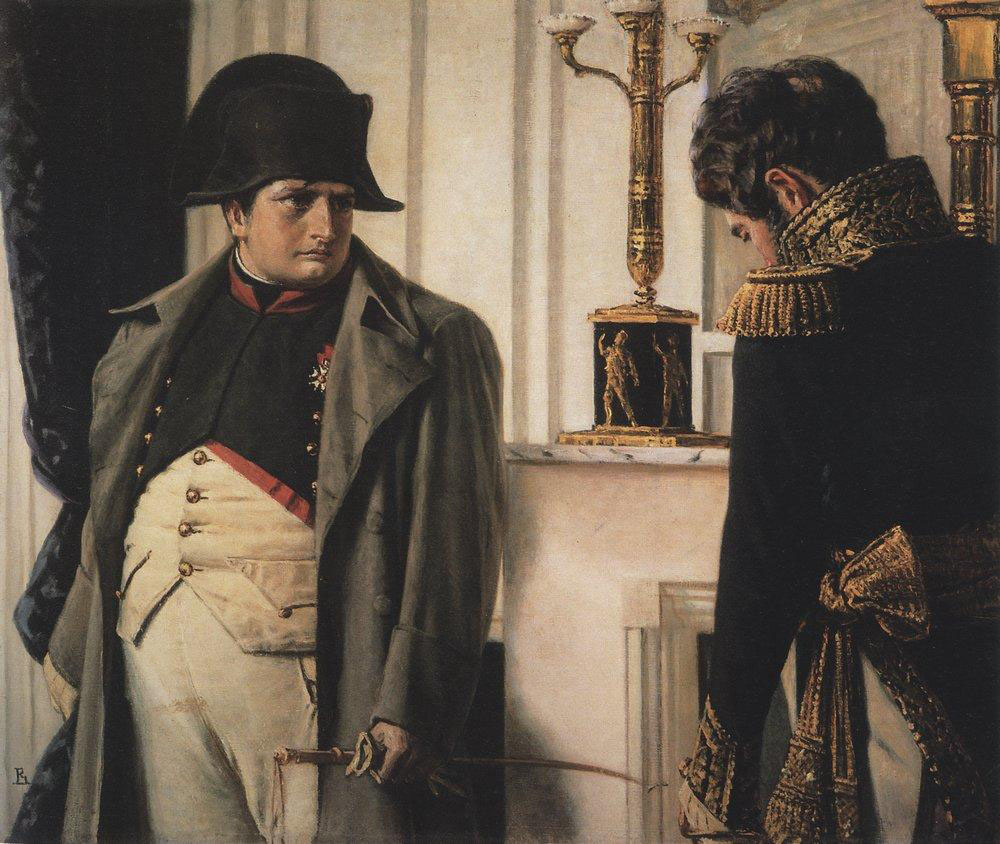
Napoléon et le général de Lauriston — La paix à tout prix!

Ici est détaillé l'ordre de bataille de la Maison de l'empereur Napoléon Ier telle qu'elle était à l'ouverture de la campagne de Russie (1812).
La Maison de l'empereur est considérable pour cette campagne.

## La Maison civile
- Grand maréchal du palais: Duroc
- Grand écuyer: Caulaincourt
- Chambellan, maître de la garde robe : Turenne

### Les maréchaux des logis du Palais
- Le comte de Ségur
- Le baron de Canouville

### Les écuyers
- Le baron de Saluce
- Le baron Lambertye de Gerbéviller. Il n'arrive que le 8 novembre 1812.
- Le baron de Mesrigny, inspecteur des haras

### Les capitaines fourriers
- Baillon
- Emery
- Jonckbloedt

### Les pages
- Duval-Dumanoir
- Hennequin de Frenel

### Attachés à la personne de l'Empereur
- Constant
- Roustam Raza
- Saint-Denis

### Le service du cabinet
- Le baron Bacler d'Albe

#### Les secrétaires
- Le baron Fain
- Le baron Méneval
- Le baron Mounier
- Le colonel Charles Deponthon

#### Les interprètes
- Wonzowitch
- Tillette de Mautort
- Belabre
- Lelorge d'Iderville

#### Les capitaines ingénieurs-géographes
- Laneau
- Duvivier
- Peyrusse
- Burthui

#### Le service de santé
- Yvan
- Lerminier
- Jouan
- Rouyer

## La Maison militaire

### Les aides de camp de l'Empereur
- Général Rapp
- Général de Lauriston
- Général Mouton
- Hammer de Clairbooke
- Général Lebrun
- Comte Durosnel
- Comte de Narbonne
- Le comte de Pac
- Le prince Sanguzko, général polonais
- Van Hogendorp

### Les officiers d'ordonnance de Napoléon
- Le baron Gourgaud
- Anatole de Montesquiou-Fezensac
- Anne Charles François de Montmorency
- Le comte de Montaigu
- Clément de Teintegnies
- Louis Jean Desaix de Veygoux
- Aimé Jacques Marie Constant de Moreton de Chabrillan
- Casimir Louis Victurnien de Rochechouart de Mortemart
- Le baron Atthalin
- Le baron d'Hautpoul
- Le baron de Galz de Malvirade
- Auguste Jean Alexandre Law de Lauriston
- Le prince d'Arenberg

### Le petit quartier impérial
- Général de Caulaincourt. Il est le frère du Grand écuyer.
- Le général Sokolnicki

### Commandant d'armes
- Jean Darriule

### L'administration du Quartier général
- Baron de Joinville
- Burthin
- Chastel de Boinville
- Chirurgien en chef Bourgeois